# 에드 오브라이언
에드 오브라이언(Ed O'Brien, 본명 Edward John O'Brien, 1968년 4월 15일 ~)은 영국 출신의 얼터너티브 록 밴드인 라디오헤드의 멤버이다. 그는 기타를 연주하며 라이브 콘서트와 많은 트랙에서 드러머인 필 셀웨이와 하모니 보컬을 맡는다. 그는 또 7 World Collide 프로젝트에서 기타와 백킹보컬을 맡았었다.
그는 《롤링 스톤》이 뽑은 "100 Greatest Guitarists of All Time"에 59위로 랭크되기도 했다.